# یواس‌اس لولاندا (ای‌کی‌اس-۱۴)
یواس‌اس لولاندا (ای‌کی‌اس-۱۴) (به انگلیسی: USS Iolanda (AKS-14)) یک کشتی بود که طول آن ۴۴۱ فوت ۷ اینچ (۱۳۴٫۵۹ متر) بود. این کشتی در سال ۱۹۴۴ ساخته شد.